# Заал Квачатадзе
Заал Квачатадзе (груз. ზაალ კვაჭატაძემ; 17 серпня 1990, Тбілісі) — грузинський боксер, призер чемпіонатів  Європи серед аматорів.

## Аматорська кар'єра
На чемпіонаті Європи 2011 в категорії до 69 кг Заал Квачатадзе завоював бронзову медаль.
- В 1/16 фіналу переміг Мохамеда Сдера (Бельгія) — RSC 1
- В 1/8 фіналу переміг Дениса Лазарєва (Україна) — 24(+)-24
- У чвертьфіналі переміг Вільямса Маклафліна (Ірландія) — 28-21
- У півфіналі програв Фреду Евансу (Уельс) — 16-20

На чемпіонаті світу 2011, чемпіонаті Європи 2013 і на чемпіонаті світу 2013 програв у другому бою.
На чемпіонаті Європи 2015 в категорії до 75 кг знов завоював бронзову медаль.
- В 1/16 фіналу переміг Томаса Піворуна (Литва) — 3-0
- В 1/8 фіналу переміг Андрея Баковича (Словенія) — 3-0
- У чвертьфіналі переміг Армана Ховхікяна (Вірменія) — 3-0
- У півфіналі програв Петру Хамукову (Росія) — 0-3

На чемпіонаті світу 2015  і чемпіонаті Європи 2017 програв у першому бою.